# Parktherme Bad Radkersburg

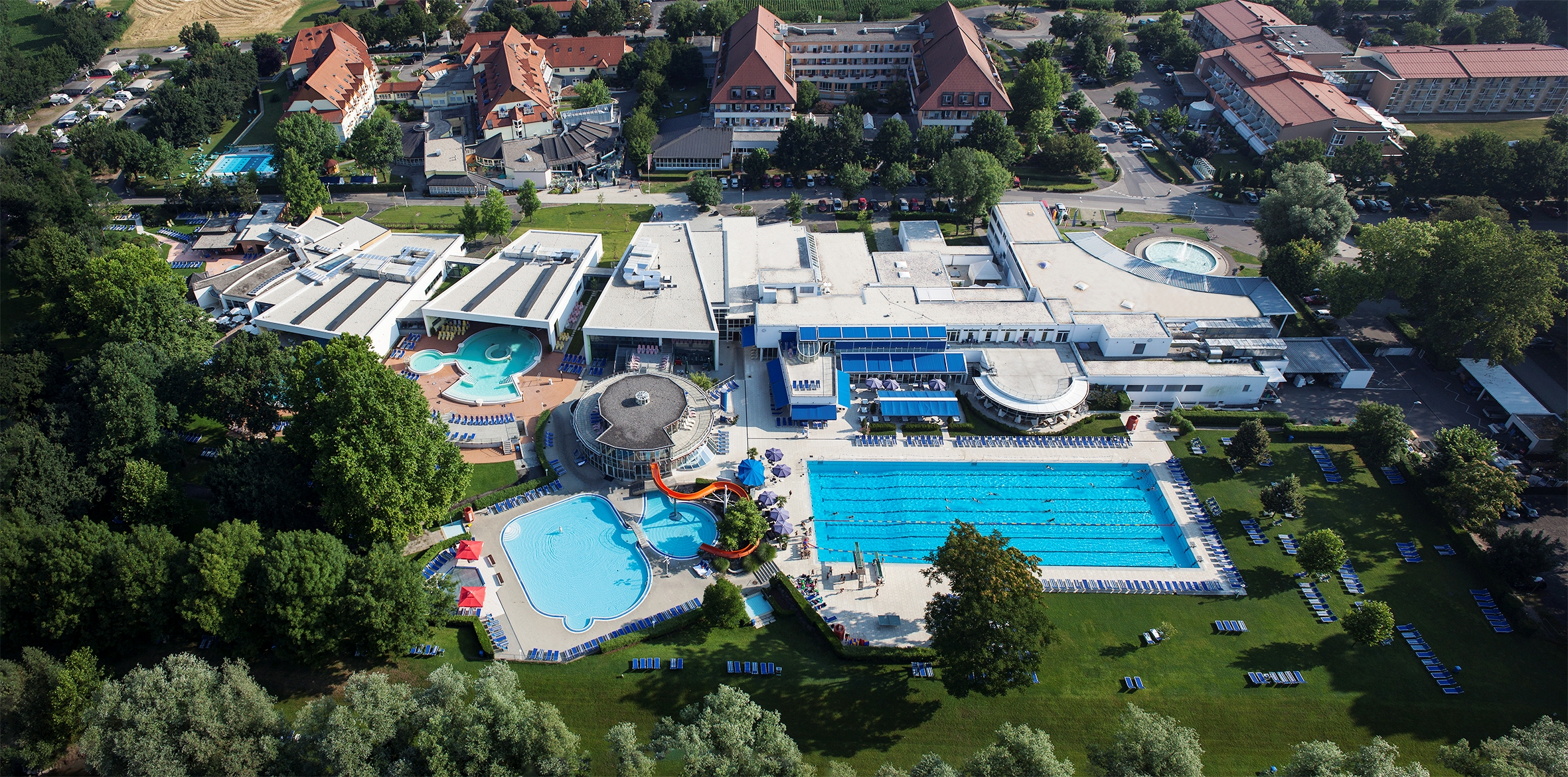
Vogelperspektive Parktherme Bad Radkersburg

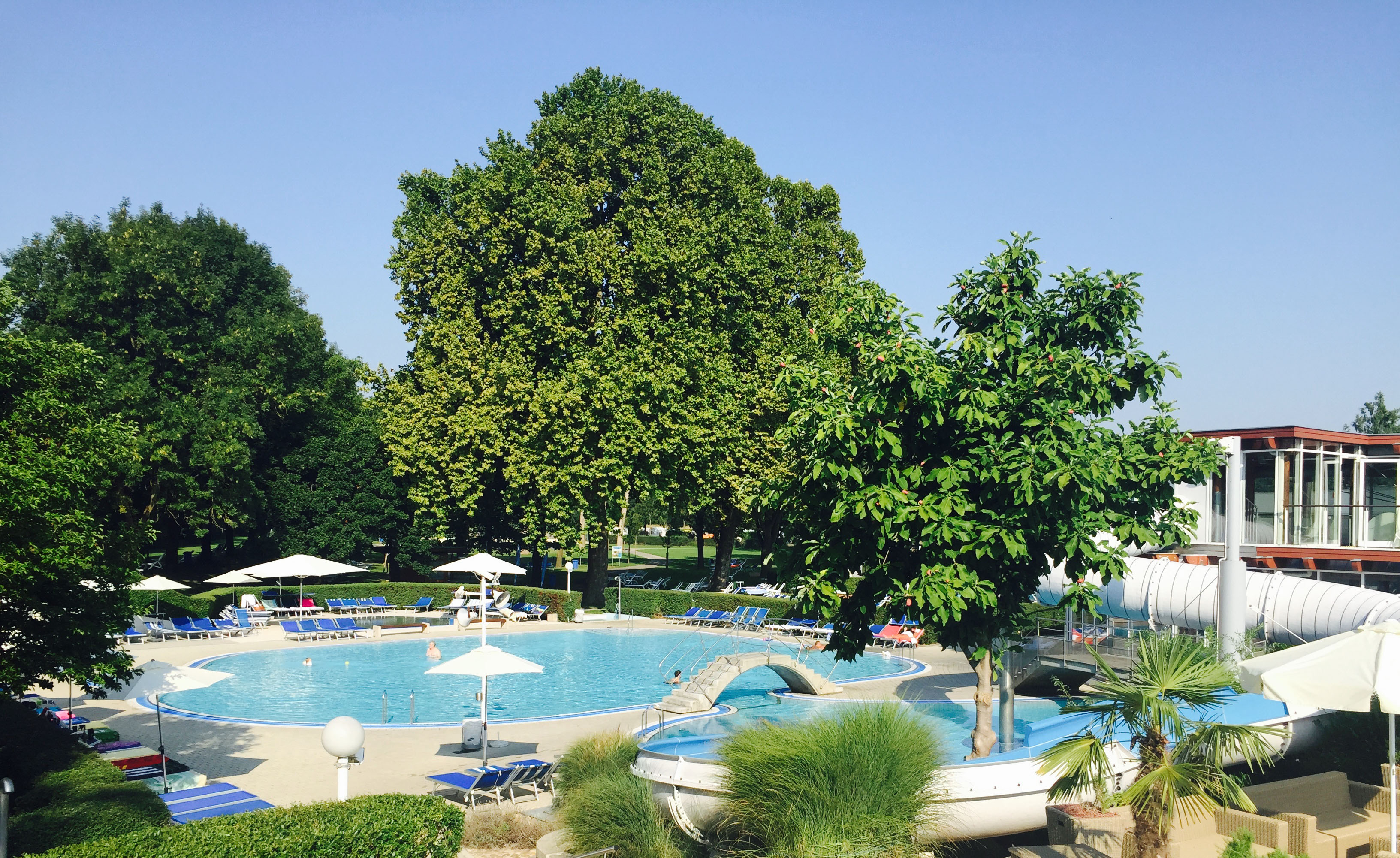
Erlebnisbereich der Parktherme Bad Radkersburg

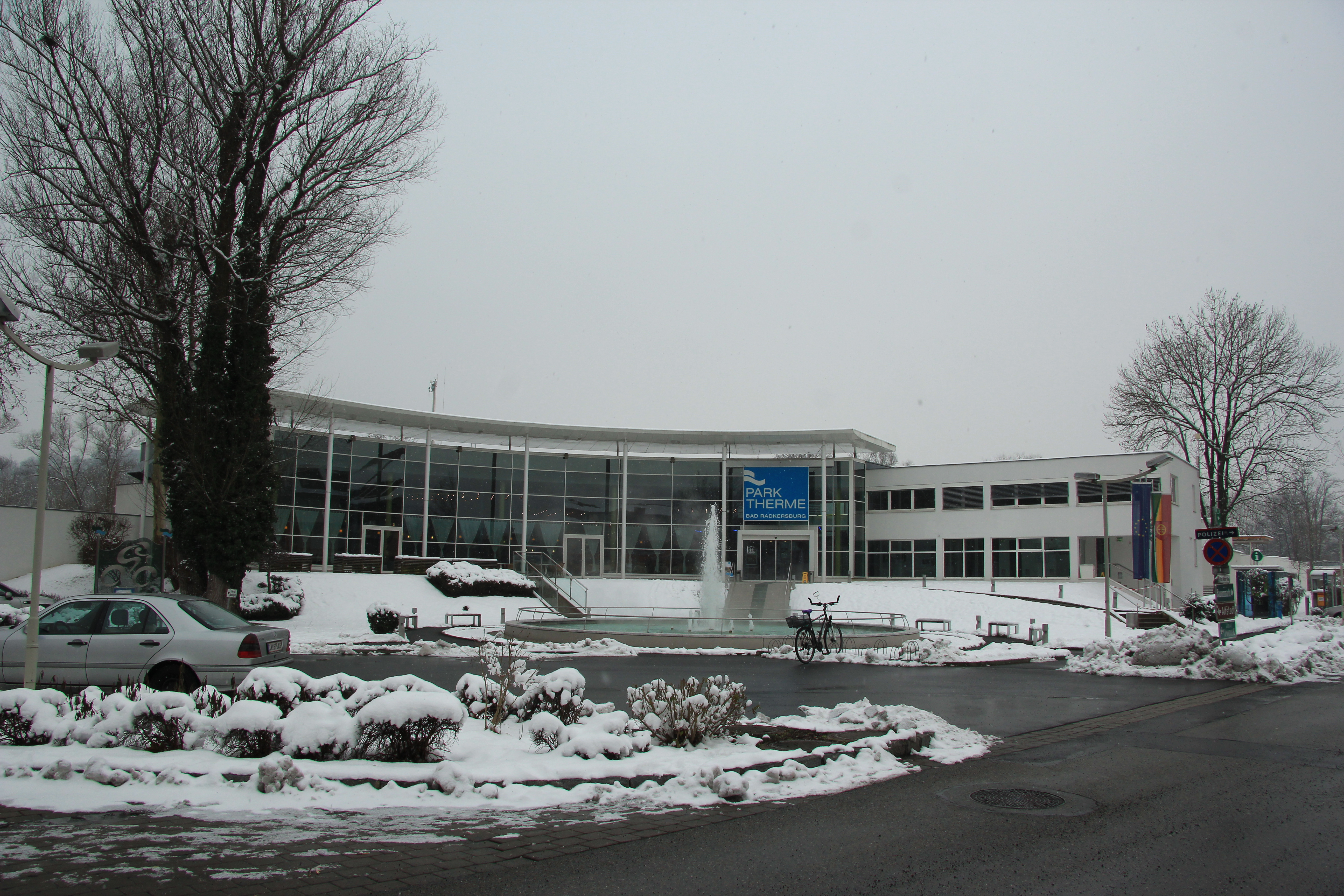
Parktherme im Winter

Die Parktherme Bad Radkersburg ist ein Thermalbad mit einem Kurpark im Thermen- & Vulkanland Steiermark.

## Geschichte
Bei einer Suchbohrung nach Erdöl nahe dem Stadtpark wurde 1927 eine Quelle entdeckt. Aus 280 Meter Tiefe sprudelte Wasser einer warmen mineralisierten Quelle, welche heute als Stadtquelle genutzt wird. Es wurde ein Schwimmbad mit einem Sprudelbecken errichtet.
1963 eröffnete das heutige 50-m-Sportbecken, damals bekannt als Parkbad und 1965 wurde ein Kurmittelhaus eröffnet und damit die ärztliche Betreuung erweitert und mit diversen Sporteinrichtungen ergänzt. Seit 1978 führt die Stadt die Bezeichnung Bad Radkersburg.
Im Jahre 1978 wurde mit einer zweiten Bohrung im Stadtpark/Kurpark in einer Tiefe von zwei Kilometern die ergiebige Thermalwasserquelle für ein Thermalbad erschlossen. Aufgrund der Austrittstemperatur von 80 °C und der besonderen Mineralisation zählt die Thermalwasserquelle zu einer der heißesten und mineralstoffreichsten Quellen in der Steiermark. Im Zuge der erfolgreich abgeschlossenen Bohrung erfolgte die Gründung der Kur- und Fremdenverkehrsbetriebe Bad Radkersburg GesmbH durch die Stadtgemeinde.
1987 wurden 51 Prozent der Gesellschaftsanteile vom Land Steiermark übernommen und 2003 von der Stadtgemeinde Bad Radkersburg bzw. der Bad Radkersburger Beteiligungsgesellschaft mbH zurückerworben.
Im Jahr 1989 wurde der Name „Parktherme“ offiziell im Gemeinderat beschlossen.
1992 wurde das Magnesiumforum Bad Radkersburg durch Primarius Dr. Bernd Zirm gegründet, das sich der Erforschung des besonderen Mineralstoffes und dessen Anwendung widmet.
1994 wurde das Kurzentrum um die Abteilung Tagesrehabilitation erweitert und das Vitalstudio der Parktherme eröffnet.
1998 folgten der Bau neuer Komfortliegeräume, die Sauna-Erweiterung und das Quellbecken.
Im Jahr 2000 wurde das ****Vitalhotel der Parktherme neu eröffnet sowie der Eingang, die Gastronomie und das Vitalstudio der Parktherme erweitert und neu gestaltet.
2009 wurde das ****Hotel zur Alten Sporgasse eröffnet.
2012 wurde das neue Saunadorf auf insgesamt 8 Saunen erweitert und es erfolgte eine Revitalisierung der Parktherme NEU auf über 3.600 m², welche 2013 offiziell als NEUE Parktherme Bad Radkersburg eröffnet wurde.
2015 folgte die Eröffnung des neu revitalisierten Campingplatzes der Parktherme – behindertenfreundliche Sanitäranlagen, Biowärmeversorgung und WLAN inklusive.
2017 wurde ein Verbindungsgang zwischen der Parktherme und dem Vita med Gesundheitszentrum errichtet, das Restaurant „Fontäne“  neu gestaltet und das neue Vita med Gesundheitszentrum inklusive Medizinischem Trainingszentrum neu eröffnet.

## Thermalquelle

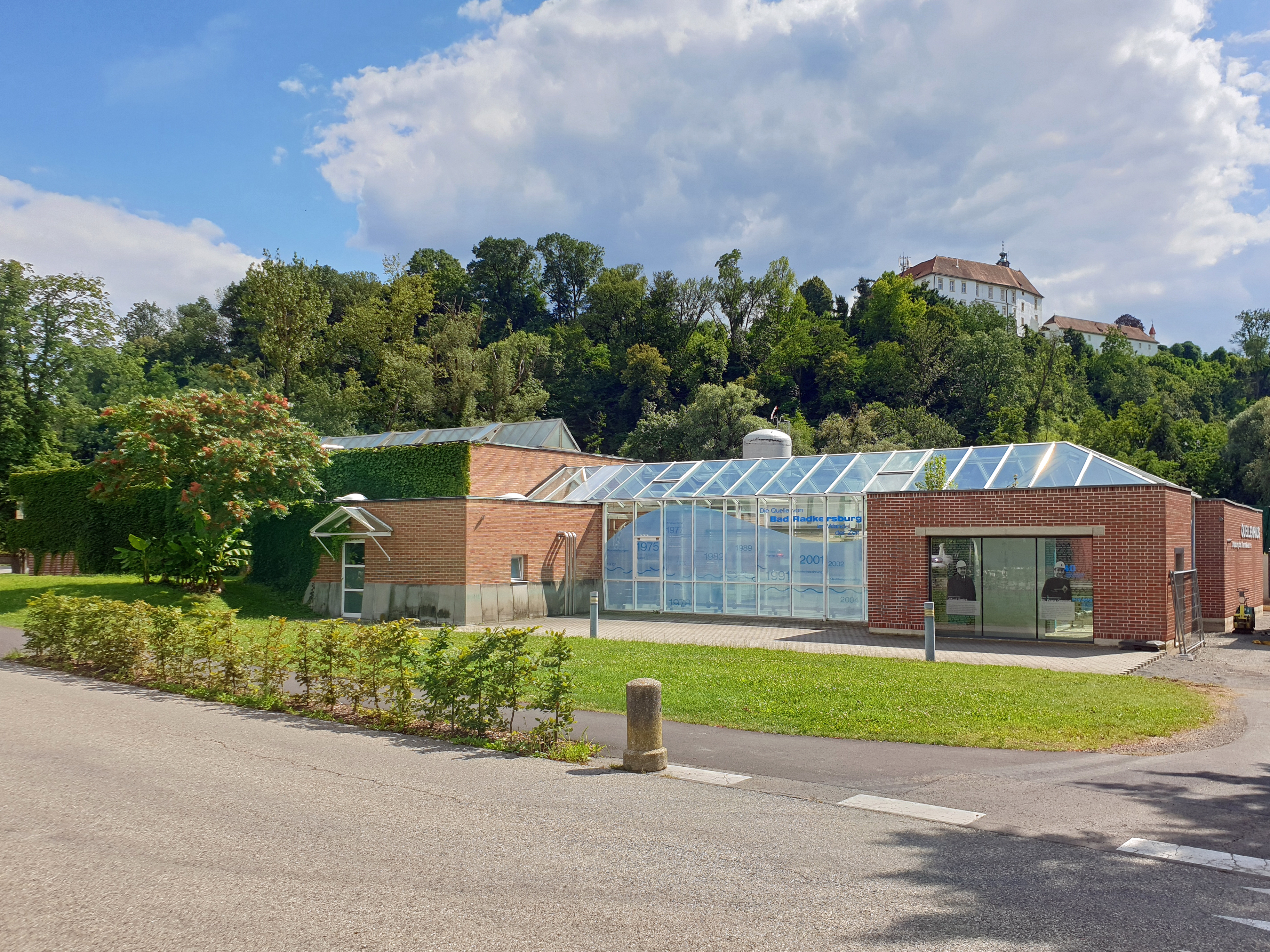
Quellenhaus

Die Thermalquelle, die einige hundert Meter vom Bad entfernt ist, liegt direkt an der Staatsgrenze zu Slowenien. Sie wurde im Jahr 1978 erbohrt. Das Heilwasser aus 2 Kilometer Tiefe hat bei 80 Grad Wassertemperatur eine 8.000 mg Mineralisierung mit isotonischem Natrium-Hydrogencarbonat.

## Architektur
Die Parktherme wurde bis 1999 nach den Plänen des Team A in Graz in fünf Baustufen mit einem Außenbecken des Kurbades, einem Kaffeehaus, ein weiteres Außenbecken im direkten Anschluss an ein Innenbecken und eine weitere große Liegehalle, und in Folge mit den Erweiterungen der Sauna, des Erlebnisbades und dem Restaurant erbaut.
Im Jahre 2012 wurde ein mittiger Um- und Zubau der Therme in einen links und rechts angeordneten Altbestand nach den Plänen des Architekturbüros skyline architekten in Wien eingebunden. Der Zubau erfolgte in der Form von konischen Einzelbaukörpern, verbunden durch Glasgänge mit naturgebundener Aussicht auf die ca. 5 ha große Parklandschaft.